# Sherrill Headrick
Sherrill Headrick (Waco, 13 marzo 1937 – Fort Worth, 10 settembre 2008) è stato un giocatore di football americano statunitense che ha militato nel ruolo di linebacker nella American Football League (AFL).

## Carriera
Mentre lavorava nei campi di petrolio del Texas e del Nuovo Messico durante l'estate, nel 1960 Headrick divenne uno dei primi giocatori a firmare con i Dallas Texans come free agent non scelto nel draft. Giocò come linebacker e divenne una stella per i Texans e anche in seguito quando si trasferirono e diventarono i Kansas City Chiefs.
Nel suo primo anno con i Texans, Headrick giocò con una vertebra del collo fratturata in uno scontro pre-partita contro Houston. Malgrado il dolore disputò l'intera partita e seppe della frattura cinque giorni dopo ma scelse comunque di scendere in campo la gara seguente, guadagnandosi il soprannome di  "Psycho".
Nel suo libro "The American Football League – A Year-by-Year History, 1960–1969", Ed Gruver citò l'allenatore dei Texans/Chiefs Hank Stram che affermò che Headrick, che rifiutava di indossare le protezioni alle anche, avesse la più alta soglia del dolore mai vista in un atleta. Headrick giocò con il collo rotto, gengive con un'infezione e con un pollice fratturato. Quando un infortunio fece uscire il suo osso dalla pelle, Headrick rimise a posto l'osso senza perdere una giocata.
"Era un giocatore di football fantastico", disse l'ex tight end dei Chiefs Fred Arbanas al Kansas City Star. "Sherrill era così veloce che la maggior parte degli offensive lineman non riusciva a raggiungerlo. Era un tale selvaggio che la gente non si rende conto che invece era uno studioso del gioco. Le squadre si presentavano con diverse formazioni e Sherrill sapeva esattamente dove la palla sarebbe andata."
Fu inserito da Sporting News nella formazione ideale della lega nel 1960, 1961 e 1962, quando i Texans batterono gli Oilers bi-campioni in carica e vinsero il loro primo titolo.
Fu convocato per l'All-Star Game nel 1965 e 1966, anno in cui i Chiefs vinsero il loro secondo titolo e disputarono il Super Bowl I.
Nel 1967, i Chiefs scelsero nel draft i linebacker Willie Lanier e Jim Lynch e lasciarono Headrick libero di essere scelto dai Cincinnati Bengals nell'expansion draft 1968. Con essi disputò l'ultima stagione professionistica.

## Palmarès

### Franchigia
- Campionati AFL : 2

Dallas Texans: 1962
Kansas City Chiefs: 1966

### Individuale
- AFL All-Star: 5

1960–1962, 1965, 1966
- First-team All-AFL: 3

1960-1962
- Second-team All-AFL: 2

1964, 1966
- Kansas City Chiefs Hall of Fame